# Rhathymus michaelis
Rhathymus michaelis är en biart som beskrevs av Heinrich Friese 1900. Rhathymus michaelis ingår i släktet Rhathymus och familjen långtungebin. Inga underarter finns listade i Catalogue of Life.